# Tosno
Tosno (rusky Тосно) je město v Leningradské oblasti v Ruské federaci. Při sčítání lidu v roce 2010 mělo bezmála čtyřicet tisíc obyvatel.

## Poloha
Tosno leží na řece Tosně, levém přítoku Něvy. Je vzdáleno přibližně 50 kilometrů jihovýchodně od historického centra Petrohradu, správního střediska oblasti.

## Dějiny
První zmínka o Tosnu je z roku 1500, kdy patřilo Novgorodské republice. Prudký rozvoj nastal po roce 1714, kdy bylo Petrem I. Velikým založeno nové hlavní město carské říše, Petrohrad. Význam Tosna byl v jeho poloze na trase mezi Petrohradem a Moskvou.
Ve čtyřicátých letech devatenáctého století byla přes Tosno postavena železniční trať Petrohrad–Moskva.
Za druhé světové války bylo Tosno v letech 1941 až 1944, v době obležení Leningradu, pod kontrolou německé armády.
Od roku 1963 je Tosno městem.